# Harvey Brown
Harvey Brown (6 september 1795 – 31 maart 1874) was een Amerikaans officier die deel nam aan de Black Hawk oorlog, de Seminole oorlogen, de Mexicaans-Amerikaanse Oorlog en de Amerikaanse Burgeroorlog. Hij had het bevel over de militaire eenheden in New York en slaagde erin om de Dienstplichtrellen in New York  in 1863 neer te slaan. Zijn zoon Harvey E. Brown, Jr. was eveneens een beroepsmilitair. Hij had een succesvolle loopbaan als chirurg en later als historicus van het U.S. Army Medical Departement.

## Vroege jaren
Harvey E. Brown werd geboren op 30 september 1895 in Bridgetown. Dit maakt nu deel uit van het moderne Rahway in New Jersey. Op 24 juli 1818 studeerde hij af aan de United States Military Academy in West Point, New York als tweede luitenant bij de lichte artillerie.  De eerste jaren van zijn loopbaan bracht hij door in verschillende garnizoenen in Boston Massachusetts, New London Connecticut en St. Augustine Florida. Na de reorganisatie van het U.S. Army in 1821 werd Brown ingedeeld bij de 1st United States Artillery  en werd hij bevorderd tot Eerste luitenant op 28 augustus 1821. Tussen 1824 en 1825 diende hij als aide-de-camp voor generaal-majoor Jacob Brown, de toenmalige opperbevelhebber van het Amerikaanse leger. Daarna was hij drie jaar kwartiermeester. In 1831 werd hij bevorderd tot kapitein. Het volgende jaar nam Brown deel aan de Black Hawk oorlog. Hij nam ook deel aan de tweede Seminole oorlog als luitenant-kolonel. Na de Slag bij Wahoo Swamp werd hij op 21 november 1836 bevorderd tot gebrevetteerd generaal-majoor voor dapperheid. Tussen 1839 en 1841 ontmijnde hij verschillende conflicten omtrent de Canadees-Amerikaanse grens.
Tijdens de Mexicaans-Amerikaanse Oorlog diende Brown onder de generaals Zachary Taylor en Winfield Scott. Hij ontving onderscheidingen na de slagen bij Monterrey, Cerro Gordo, Contreras en de Slag om Chapultepec tijdens het Slag om Mexico-Stad. Tussen 1848 en 1852 was Brown werkzaam binnen de recrutering en training van nieuwe soldaten. Hij vocht tijdens de derde Seminole oorlog en bleef daarna in Florida tot 1857. Brown voerde nog tal van opdrachten uit en was net voor de Amerikaanse Burgeroorlog inspecteur van de artillerie.

## De Amerikaanse Burgeroorlog
In januari 1861 werd Brown benoemd tot militair bevelhebber van Washington D.C. en Fort McHenry. Hij bleef in deze functie tot de oorlog vier maand later uitbrak. Initieel werd hij toegevoegd aan de 4th United States Artillery. Hij kon bevorderd worden tot Brigadegeneraal, maar bedankte voor de eer. Daarna werd hij aangesteld als bevelhebber van het pas opgerichte 5th United States Artillery op 14 mei 1861. Brown kreeg het bevel over de expeditie om Fort Pickens voor de Noordelijken  veilig te stellen in het vijandelijke Florida. Hij verdedigde met succes het fort tijdens de Slag bij Santa Rosa Island   op 9 oktober 1861 en sloeg een nieuwe aanval af op 22 en 23 november 1861. Op 25 april 1862 werd Brown voorgedragen door president Abraham Lincoln om bevorderd te worden tot gebrevetteerd brigadegeneraal in het reguliere leger voor betoonde moed en doorzettingsvermogen in de verdediging van Fort Pickens. Zijn nieuwe rang werd met terugwerkende kracht van kracht op 23 november 1861. De senaat keurde deze benoeming goed op 12 mei 1862. In april 1862 kreeg Brown het bevel over de haven van New York en de militaire verantwoordelijkheid voor de volledige stad in januari 1863. Tijdens de Dienstplichtrellen in New York coördineerde Brown de militaire operaties. Hij was instrumenteel in de definitieve neerslaan van de rellen. Brown trok zich terug uit actieve dienst op 1 augustus 1863. Op 11 december 1866 werd hij voorgedragen door president  Andrew Johnson om bevorderd te worden tot gebrevetteerd generaal-majoor in het reguliere leger. De senaat bevestigde deze benoeming op 23 februari 1867. 

## Latere jaren
Tussen 29 juni 1864 en 9 november 1866 voerde Brown geen militaire opdrachten uit. Daarna werd hij aangesteld als superintendant verantwoordelijk voor de rekrutering tot 5 april 1867. Hij overleed in Clifton, Staten Island in New York op 31 maart 1874. Brown werd begraven in Hazelwood Cemetery, Rahway in New Jersey.